# Sc Heerenveen in het seizoen 2017/18 (mannen)
Deze pagina geeft diverse statistieken van voetbalclub sc Heerenveen in het seizoen 2017/2018. Heerenveen speelt dit seizoen in de Eredivisie en doet mee in de strijd om de KNVB beker. Het is het tweede seizoen van Jurgen Streppel als trainer van sc Heerenveen. In mei 2017 heeft assistent-coach Tieme Klompe aangegeven dat hij de club zal verlaten, ook Gerald Sibon zal in het nieuwe seizoen geen deel uitmaken van de technische staf. Michel Vonk is in juni van 2017 aangesteld als opvolger van Klompe

## Selectie
| No.           | Naam                 | Nationaliteit | Geboortedatum | Vorige club                             |
| ------------- | -------------------- | ------------- | ------------- | --------------------------------------- |
| Keepers       |                      |               |               |                                         |
| 1             | Warner Hahn          | Nederland     | 15-06-1992    | Feyenoord                               |
| 23            | Wouter van der Steen | Nederland     | 03-06-1990    | Helmond Sport                           |
| 25            | Jan Bekkema          | Nederland     | 09-04-1996    | eigen jeugd                             |
| Verdedigers   |                      |               |               |                                         |
| 2             | Denzel Dumfries      | Nederland     | 18-04-1996    | Sparta Rotterdam                        |
| 3             | Daniel Høegh         | Denemarken    | 06-01-1991    | FC Basel                                |
| 4             | Nicolai Næss         | Noorwegen     | 18-01-1993    | Columbus Crew                           |
| 5             | Kik Pierie           | Nederland     | 20-07-2000    | eigen jeugd                             |
| 12            | Doke Schmidt         | Nederland     | 07-04-1992    | Go Ahead Eagles (verhuur) / eigen jeugd |
| 16            | Lucas Woudenberg     | Nederland     | 25-04-1994    | Feyenoord                               |
| 27            | Jamal Amofa          | Nederland     | 25-11-1998    | eigen jeugd                             |
| 37            | Vanja Drkusic        | Slovenië      | 30-10-1999    | eigen jeugd                             |
| Middenvelders |                      |               |               |                                         |
| 6             | Stijn Schaars        | Nederland     | 11-01-1984    | PSV                                     |
| 8             | Morten Thorsby       | Noorwegen     | 05-05-1996    | Stabæk Fotball                          |
| 10            | Martin Ødegaard      | Noorwegen     | 17-12-1998    | Real Madrid                             |
| 18            | Michel Vlap          | Nederland     | 02-06-1997    | eigen jeugd                             |
| 19            | Pelle van Amersfoort | Nederland     | 01-04-1996    | Almere City FC (verhuur) / eigen jeugd  |
| 21            | Yuki Kobayashi       | Japan         | 24-04-1992    | Júbilo Iwata                            |
| 26            | Jordy Bruijn         | Nederland     | 23-07-1996    | AFC Ajax                                |
| 28            | Ivan Rako            | Zweden        | 03-01-1997    | eigen jeugd                             |
| 29            | Tristan Borges       | Portugal      | 26-08-1998    | eigen jeugd                             |
| 30            | Júlíus Magnússon     | IJsland       | 28-06-1998    | eigen jeugd                             |
| 31            | Joshua Sanches       | Nederland     | 08-07-1998    | eigen jeugd                             |
| 38            | Jan Ras              | Nederland     | 28-01-1999    | eigen jeugd                             |
| Aanvallers    |                      |               |               |                                         |
| 7             | Marco Rojas          | Nieuw-Zeeland | 05-11-1991    | Melbourne Victory                       |
| 9             | Reza Ghoochannejhad  | Iran          | 20-09-1987    | Charlton Athletic                       |
| 13            | Arber Zeneli         | Kosovo        | 25-02-1995    | IF Elfsborg                             |
| 17            | Nemanja Mihajlović   | Slowakije     | 19-01-1996    | Partizan                                |
| 20            | Henk Veerman         | Nederland     | 26-02-1991    | FC Volendam                             |
| 34            | Arjen van der Heide  | Nederland     | 19-11-2001    | eigen jeugd                             |
| 35            | Jizz Hornkamp        | Nederland     | 07-03-1998    | eigen jeugd                             |

## Wedstrijden

### Oefenwedstrijden
| oefenwedstrijd                                         | regioteam Súdwest Fryslân | 0 - 5 (0 - 2)                 | sc Heerenveen                                                                            | Opstelling sc Heerenveen: |
| 28 juni 2017 Aanvangstijd: 19:00 uur Plaats: Bakhuizen |                           | 0 - 1 0 - 2 0 - 3 0 - 4 0 - 5 | 10' Joost van Aken 14' Tristan Borges 70' Jordy Bruijn 75' Caner Cavlan 84' Daniel Høegh | Eerste helft: Hahn, Van Aken, Schaars ,Schmidt, St. Juste, Johnsen, Vlap, Veerman, Amofa, Borges, Van der Heide Tweede helft: Van der Steen, Høegh, Pierie, Van Amersfoort, Cavlan, Bruijn, Rako, Magnusson, Sanches, Hornkamp, Ras |

| oefenwedstrijd                                         | VV Buitenpost         | 1 - 16 (0 - 5)                                                                                               | sc Heerenveen | Opstelling sc Heerenveen: |
| 4 juli 2017 Aanvangstijd: 19:00 uur Plaats: Buitenpost | Berend Jan Schootstra | 0 - 1 0 - 2 0 - 3 0 - 4 0 - 5 0 - 6 1 - 6 1 - 7 1 - 8 1 - 9 1 - 10 1 - 11 1 - 12 1 - 13 1 - 14 1 - 15 1 - 16 | 7' Jan Ras 26' Jizz Hornkamp 36' Daniel Høegh 40' Pelle van Amersfoort 44' Pelle van Amersfoort 54' Henk Veerman 65' Dennis Johnsen 70' Joost van Aken 73' Henk Veerman 74' Arjen van der Heide 75' Jerry St. Juste 80' Henk Veerman 86' Michel Vlap 87' (p.) Michel Vlap 88' Tristan Borges 90' Henk Veerman | Eerste helft: Van der Steen; Drkusic, Hoegh, Pierie, Cavlan; Bruijn, Rako, Magnusson; Van Amersfoort, Hornkamp, Ras; Tweede helft: Hahn; Schmidt, Van Aken, St. Juste, Amofa; Schaars, Borges, Vlap; Van der Heide, Johnsen, Veerman |

| oefenwedstrijd                                     | sc Heerenveen                                          | 3 - 2 (1 - 1)                 | FC Nordsjælland                        | Opstelling sc Heerenveen: |
| 8 juli 2017 Aanvangstijd: 19:00 uur Plaats: Lemmer | 40' Michel Vlap 47' Henk Veerman 64' (p.) Henk Veerman | 0 - 1 1 - 1 2 - 1 3 - 1 3 - 2 | 8' Mathias Jensen 81' Tobias Mikkelsen | Hahn; Schmidt, Hoegh, Van Aken (61. Bruijn), Cavlan; St. Juste, Schaars (61. Magnusson), Van Amersfoort, Johnsen (88. Hornkamp), Vlap, Veerman (90. Rako) |

| oefenwedstrijd                                      | N.E.C.                                                   | 2 - 2 (1 - 1)           | sc Heerenveen                         | Opstelling sc Heerenveen: |
| 15 juli 2017 Aanvangstijd: 12:30 uur Plaats: Loenen | 45' Arnaut Groeneveld 46'Frank Sturing 64' Joey Sleegers | 0 - 1 1 - 1 2 - 1 2 - 2 | 6' Martin Ødegaard 81' Dennis Johnsen | Hahn, Schmidt, van Aken, Hoegh, Pierie, van Amersfoort (Ghoochannejhad), Schaars, Kobayashi (Thorsby), Odegaard (Vlap), Veerman, Zeneli (Johnsen). |

| oefenwedstrijd                                         | sc Heerenveen                                               | 3 - 1 (1 - 1)           | FC Volendam   | Opstelling sc Heerenveen: |
| 18 juli 2017 Aanvangstijd: 19:00 uur Plaats: Witmarsum | 16' Yuki Kobayashi 60'Stijn Schaars 61' Reza Ghoochannejhad | 0 - 1 1 - 1 2 - 1 3 - 1 | 35' Enzo Stro | Van der Steen, Schmidt, Høegh (78. Van Amersfoort), Van Aken (45. Pierie), Cavlan, Schaars, Kobayashi (78. Vlap), Thorsby, Ødegaard, Veerman (45. Reza) en Zeneli (45. Johnsen). |

| oefenwedstrijd                                          | sc Heerenveen       | 1 - 0 (1 - 0) | Gençlerbirliği SK | Opstelling sc Heerenveen: |
| 22 juli 2017 Aanvangstijd: 16:00 uur Plaats: Heerenveen | 39' Martin Ødegaard | 1 - 0         |                   | Hahn, Schmidt, Høegh, Van Aken, Pierie (75' Cavlan); Schaars (37' Van Amersfoort), Thorsby (75' Vlap), Kobayashi; Ødegaard, Reza, Johnsen (75' Veerman). |

| oefenwedstrijd                                         | sc Heerenveen | 0 - 0 (0 - 0) | Trabzonspor | Opstelling sc Heerenveen: |
| 30 juli 2017 Aanvangstijd: 18:30 uur Plaats: Eggendorf |               | 0 - 0         |             | Hahn; Dumfries (66' Dumfries), Hoegh, Van Aken, Pierie (66' Cavlan); Schaars (69' Vlap), Thorsby, Kobayashi (57' Van Amersfoort); Zeneli (62' Mihajlovic), Reza (69' Veerman), Ødegaard (76' Johnsen). |

## Statistieken

### Eredivisie
|  |

|  |

|  |

|  |

Positie per speelronde
|  |

|  |

|  |

|  |

|  |

|  |

|  |

|  |

|  |

|  |

|  |

|  |

|  |

|  |

|  |

|  |

|  |

|  |

|  |

|  |

|  |

|  |

|  |

|  |

|  |

|  |

|  |

|  |

|  |

|  |

|  |

|  |

|  |

|  |

| Legenda  |                                                           |
| Plaats:  | Kwalificatie voor:                                        |
| 1        | Groepsfase Champions League                               |
| 2        | Derde voorronde, voor niet kampioenen Champions League    |
| 3        | Play-offs ronde Europa League                             |
| 4 t/m 7  | Play-offs voor de derde voorronde Europa League           |
| 8 t/m 15 | –                                                         |
| 16 & 17  | Play-offs tegen degradatie naar de Eerste divisie         |
| 18       | Degradatie naar de Eerste divisie                         |
| Symbool: | Betekenis:                                                |
| Gestegen | Plaats(en) gestegen ten opzichte van vorige speelronde    |
| Stabiel  | Plaats gelijk gebleven ten opzichte van vorige speelronde |
| Gedaald  | Plaats(en) gezakt ten opzichte van vorige speelronde      |

### KNVB Beker
|  |

|  |

|  |

## Transfers

### Aangetrokken
| Speler             | Vorige club       | Contract tot | Bijzonderheden           |
| ------------------ | ----------------- | ------------ | ------------------------ |
| Warner Hahn        | Feyenoord         | 2020         |                          |
| Daniel Høegh       | FC Basel          | 2019         |                          |
| Marco Rojas        | Melbourne Victory | 2019         | optie tot 2020           |
| Nemanja Mihajlović | Partizan          | 2020         | optie tot 2021           |
| Lucas Woudenberg   | Feyenoord         | 2019         | optie tot 2020           |
| Nicolai Næss       | Columbus Crew     | 2019         | optie tot 2020           |
| Sam Lammers        | PSV               | 2019         | gehuurd voor één seizoen |
| Sherel Floranus    | Sparta Rotterdam  | 2021         |                          |

|  |

### Vertrokken
| Speler                | Nieuwe club         | Bijzonderheden               |
| --------------------- | ------------------- | ---------------------------- |
| Erwin Mulder          | Swansea City        | contract niet verlengd       |
| Lucas Bijker          | n.n.b.              | contract niet verlengd       |
| Branco van den Boomen | FC Eindhoven        | was al verhuurd              |
| Luciano Slagveer      | SC Lokeren          | contract niet verlengd       |
| Dennis Johnsen        | AFC Ajax            |                              |
| Stefano Marzo         | SC Lokeren          |                              |
| Stefan Gartenmann     | SønderjyskE         |                              |
| Kenneth Otigba        | Ferencváros         | werd al verhuurd             |
| Willem Huizing        | FC Emmen            | contract niet verlengd       |
| Joris Voest           | FC Emmen            | contract niet verlengd       |
| Jerry St. Juste       | Feyenoord           |                              |
| Wout Faes             | RSC Anderlecht      | werd gehuurd                 |
| Shay Facey            | Manchester City FC  | werd gehuurd                 |
| Younes Namli          | PEC Zwolle          | contract niet verlengd       |
| Wieger Sietsma        | MK Dons             | was al verhuurd              |
| Branco van den Boomen | FC Eindhoven        | was al verhuurd              |
| Luka Zahovic          | NK Maribor          | werd al aan Maribor verhuurd |
| Rannick Schoop        | n.n.b.              | contract niet verlengd       |
| Jair Oosterlen        | Sparta Rotterdam    | contract niet verlengd       |
| Sam Larsson           | Feyenoord           |                              |
| Joost van Aken        | Sheffield Wednesday |                              |
| Denzel Dumfries       | PSV                 |                              |
| Reza Ghoochannejhad   | APOEL Nicosia       | einde contract               |

|  |

### Verhuur
| Speler              | Nieuwe club     | Bijzonderheden |
| ------------------- | --------------- | -------------- |
| Maarten de Fockert  | Go Ahead Eagles |                |
| Robert van Koesveld | Helmond Sport   |                |
| Caner Cavlan        | Boluspor        | optie tot koop |

| Speler | Nieuwe club | Bijzonderheden |
| ------ | ----------- | -------------- |